# Suzuki e Vitara
Suzuki e Vitara — субкомпактный электромобиль-кроссовер, представленный в ноябре 2024 года японским производителем Suzuki. Является первым серийным аккумуляторным электромобилем Suzuki.

## Описание
Впервые Suzuki e Vitara был представлен 4 ноября 2024 года в Милане. Ранее в январе 2023 года на выставке Auto Expo был представлен концепт-кар Suzuki eVX. Продажи Suzuki e Vitara намечены на март 2025 года в Индии, а к середине 2025 года — в Европе и Японии.
Suzuki e Vitara разработан на платформе Heartect-e. Платформа Heartect-e, в свою очередь, разработана для обеспечения повышенной структурной целостности и пониженного центра тяжести. Автомобиль имеет литий-железо-фосфатные аккумуляторы ёмкостью 49—61 кВт⋅ч и электродвигатели мощностью 106—128 кВт (142—172 л. с.). Аккумуляторы разработаны компанией BYD. Топовый вариант e Vitara имеет систему полного привода AllGrip-e и электродвигатели мощностью 135 кВт (181 л. с.) и крутящим моментом 300 Н⋅м. В платформу интегрирована технология eAxle, созданная в сотрудничестве с Toyota.
Модель e Vitara производится на заводе Suzuki Motor Gujarat в штате Гуджарат. Около 50% продукции предназначено для экспорта на европейские и другие мировые рынки.
В декабре 2023 года в Европе был представлен концепт-кар Toyota Urban SUV. Серийное производство автомобиля намечено на 2025 год.

## Галерея
- Интерьер eVX
- 2025 Toyota Urban Cruiser (вид спереди)
- 2025 Toyota Urban Cruiser (вид сбоку)
- 2025 Toyota Urban Cruiser (вид сзади)
- 2025 Toyota Urban Cruiser (интерьер)